# Klooster Mesić

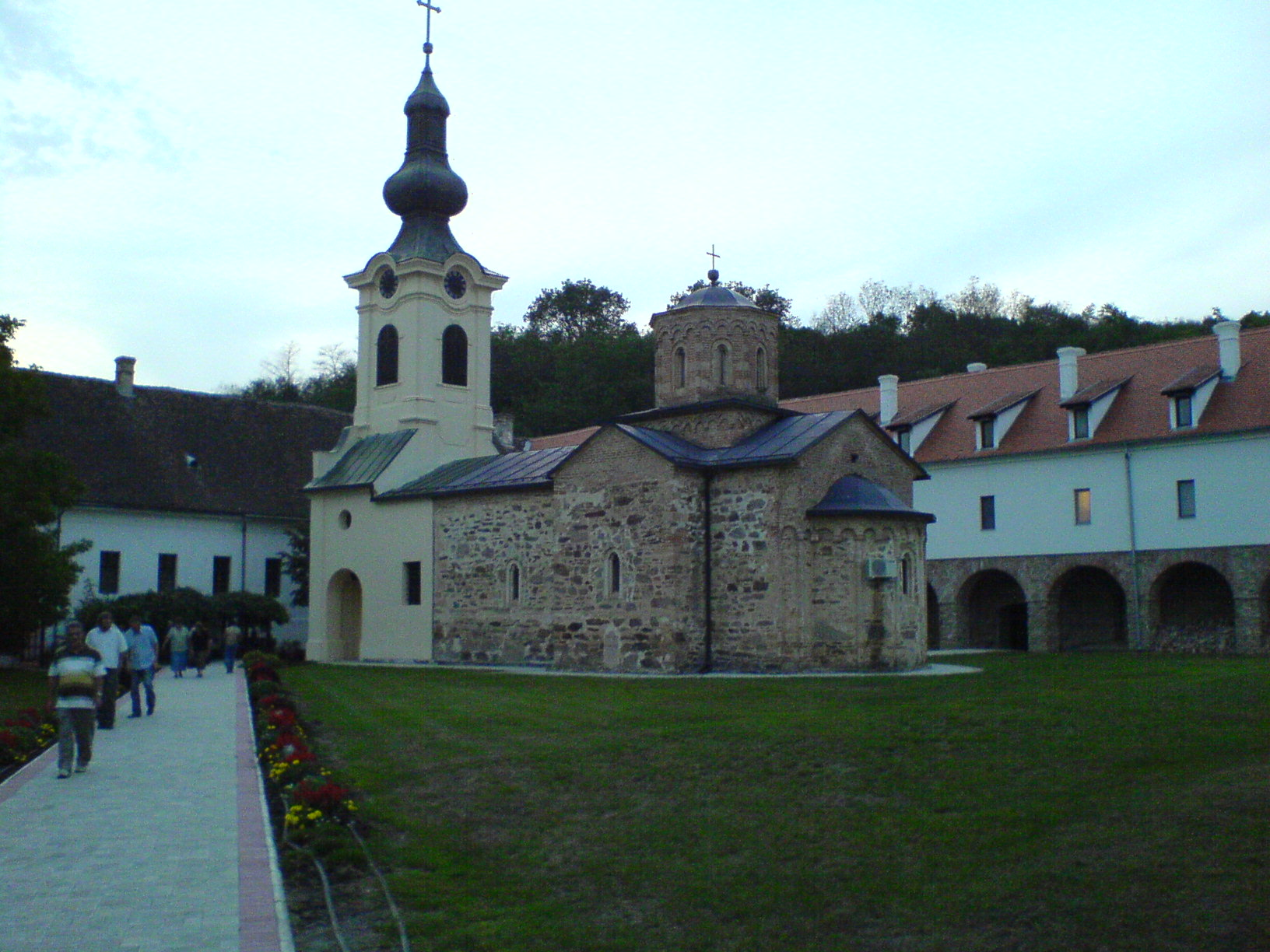
Klooster Mesić

Het Klooster Mesić (Servisch: Манастир Месић, Manastir Mesić) is een Servisch-orthodox klooster gelegen in het Banaat in de noordelijke Servische autonome provincie Vojvodina. Het ligt in het gelijknamige dorp Mesić in de gemeente Vršac. Het klooster werd gesticht in 1225 door Arsenije Bogdanovic van Hilandar.